# Riverton-Boulevard Park
Riverton-Boulevard Park é uma Região censo-designada localizada no estado norte-americano de Washington, no Condado de King.

## Demografia
Segundo o censo norte-americano de 2000, a sua população era de 11.188 habitantes.

## Geografia
De acordo com o United States Census Bureau tem uma área de 7,3 km², dos quais 7,1 km² cobertos por terra e 0,2 km² cobertos por água.

## Localidades na vizinhança
O diagrama seguinte representa as localidades num raio de 8 km ao redor de Riverton-Boulevard Park.